# Illa Simmet
Illa Simmet (* in Bonn) war eine deutsche Malerin aus München.

## Leben und Werk
Simmet war Tochter einer rheinischen Ingenieurfamilie. Sie war verheiratet mit dem Juristen Werner Simmet. Das Paar hatte eine Tochter und lebte in Neuried bei München.
1953/54 stellte sie in der Brücke in Bonn und Köln aus.
Sie fertigte Hinterglasmalereien, Ölbilder, Gouachen, Grafik – seltener Plastik in Ton und Metallarbeiten. Der Gestaltung großer Flächen im Wandbild galt ihr besonderes Interesse. Wandbilder verschiedener Techniken befinden sich in Bonn, Köln und Hannover. 
Im Auftrag der Stadt München wurde im Jahr 1969 für eine Schule in Neuperlach ein Wandbild 9,50 × 3,20 m fertiggestellt. Ebenso im Auftrag der Stadt München gestaltete sie Bildnisse für Broschüren und Plakate wie z. B. Fasching in München 1974.

## Veröffentlichungen
- Illustrationen zur Apokalypse des Johannes. Bruckmann Verlag, München 1969.